# Cornish Nationalist Party
Cornish Nationalist Party (korn. Party Kenethlegek Kernow; Kornijska Partia Nacjonalistyczna) – niezarejestrowana partia polityczna w Wielkiej Brytanii, założona w 1975 roku i postulująca uzyskanie pełnej niepodległości Kornwalii. Partia rozwiązała się w 2005 roku, jednak w 2009 roku na konferencji w Bodmin ogłosiła zmianę strategii i dalsze istnienie.
Partia powstała 28 maja 1975. Założył ją James Whetter, dotychczasowy członek Mebyon Kernow, który opowiedział się za niepodległością Kornwalii; Mebyon Kernow nie miał tego celu w swym programie.